# Los muertos (2014)
Los muertos (spanisch für Die Toten) ist ein mexikanisches Filmdrama, das von Santiago Mohar Volkow geschrieben, inszeniert und koproduziert wurde. Es treten darin unter anderen auf: Elena Larrea, Florencia Rios, Ignacio Beteta, Jorge Caballero und Santiago Corcuera.

## Handlung
An einem Wochenende wird das Leben von fünf apathischen wohlhabenden Jugendlichen verzerrt, als sie mit Gewalt und dem Unfalltod eines von ihnen konfrontiert werden.

## Veröffentlichung
Los muertos hatte seine Weltpremiere am 23. Oktober 2014 beim 12. Morelia International Film Festival. Er hatte seine kommerzielle Premiere am 22. April 2016 in mexikanischen Filmtheatern.

## Auszeichnungen
Der Film wurde 2014 als bester mexikanischer Spielfilm beim Morelia International Film Festival und als bester Spielfilm im Lateinamerika-Wettbewerb des Festival Internacional de Cine de Mar del Plata nominiert.